# Lamotte-Buleux
Pour les articles homonymes, voir Lamotte.
Lamotte-Buleux est une commune française située dans le département de la Somme en région Hauts-de-France.
Depuis le 13 février 2020, la commune fait partie du parc naturel régional Baie de Somme - Picardie maritime.

## Géographie

### Localisation
Lamotte-Buleux est un village picard du Ponthieu.
Limitrophe de Nouvion, la localité est située à 8 km au sud-ouest de Crécy-en-Ponthieu, 9 km au nord d'Abbeville et à 47 km au nord-ouest d'Amiens à vol d'oiseau.
Le territoire de la commune est limitrophe de ceux de six communes.
Les communes limitrophes sont Neuilly-l'Hôpital, Canchy, Forest-l'Abbaye, Nouvion, Le Titre et Hautvillers-Ouville.

### Géologie, hydrographie, relief
Le sol est sablo-argileux et laisse difficilement passer l'eau.
Une nappe d'eau alimentant les puits se trouve à environ 45 mètres.
Le village est situé sur un plateau à peu près uni, d'altitude moyenne 60 mètres.

### Hydrographie
La commune est située dans le bassin Artois-Picardie. Elle n'est drainée par aucun cours d'eau.

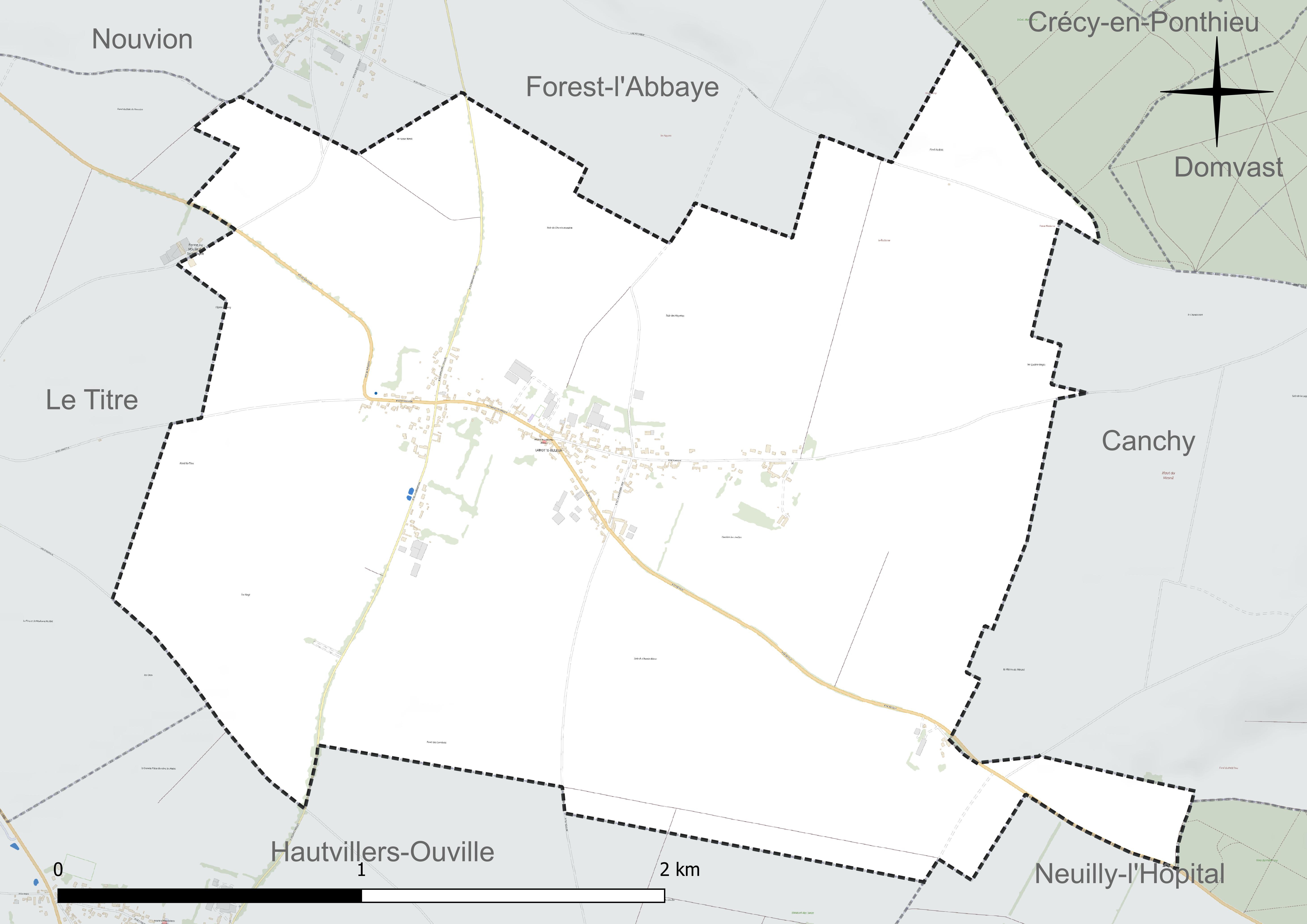
Réseau hydrographique de Lamotte-Buleux.

### Climat
Pour des articles plus généraux, voir Climat des Hauts-de-France et Climat de la Somme.
En 2010, le climat de la commune est de type climat océanique franc, selon une étude du CNRS s'appuyant sur une série de données couvrant la période 1971-2000. En 2020, Météo-France publie une typologie des climats de la France métropolitaine dans laquelle la commune est exposée à un climat océanique et est dans la région climatique Côtes de la Manche orientale, caractérisée par un faible ensoleillement (1 550 h/an) ; forte humidité de l'air (plus de 20 h/jour avec humidité relative > 80 % en hiver), vents forts fréquents.
Pour la période 1971-2000, la température annuelle moyenne est de 10,3 °C, avec une amplitude thermique annuelle de 13 °C. Le cumul annuel moyen de précipitations est de 820 mm, avec 12,3 jours de précipitations en janvier et 8,7 jours en juillet. Pour la période 1991-2020, la température moyenne annuelle observée sur la station météorologique la plus proche, située sur la commune d'Abbeville à 9 km à vol d'oiseau, est de 11,0 °C et le cumul annuel moyen de précipitations est de 806,2 mm,. Pour l'avenir, les paramètres climatiques de la commune estimés pour 2050 selon différents scénarios d'émission de gaz à effet de serre sont consultables sur un site dédié publié par Météo-France en novembre 2022.

## Urbanisme

### Typologie
Au 1er janvier 2024, Lamotte-Buleux est catégorisée commune rurale à habitat dispersé, selon la nouvelle grille communale de densité à sept niveaux définie par l'Insee en 2022.
Elle est située hors unité urbaine. Par ailleurs la commune fait partie de l'aire d'attraction d'Abbeville, dont elle est une commune de la couronne,. Cette aire, qui regroupe 73 communes, est catégorisée dans les aires de 50 000 à moins de 200 000 habitants,.

### Occupation des sols
L'occupation des sols de la commune, telle qu'elle ressort de la base de données européenne d'occupation biophysique des sols Corine Land Cover (CLC), est marquée par l'importance des territoires agricoles (93,5 % en 2018), en diminution par rapport à 1990 (94,7 %). La répartition détaillée en 2018 est la suivante : 
terres arables (93,5 %), zones urbanisées (6,5 %). L'évolution de l'occupation des sols de la commune et de ses infrastructures peut être observée sur les différentes représentations cartographiques du territoire : la carte de Cassini (XVIIIe siècle), la carte d'état-major (1820-1866) et les cartes ou photos aériennes de l'IGN pour la période actuelle (1950 à aujourd'hui).

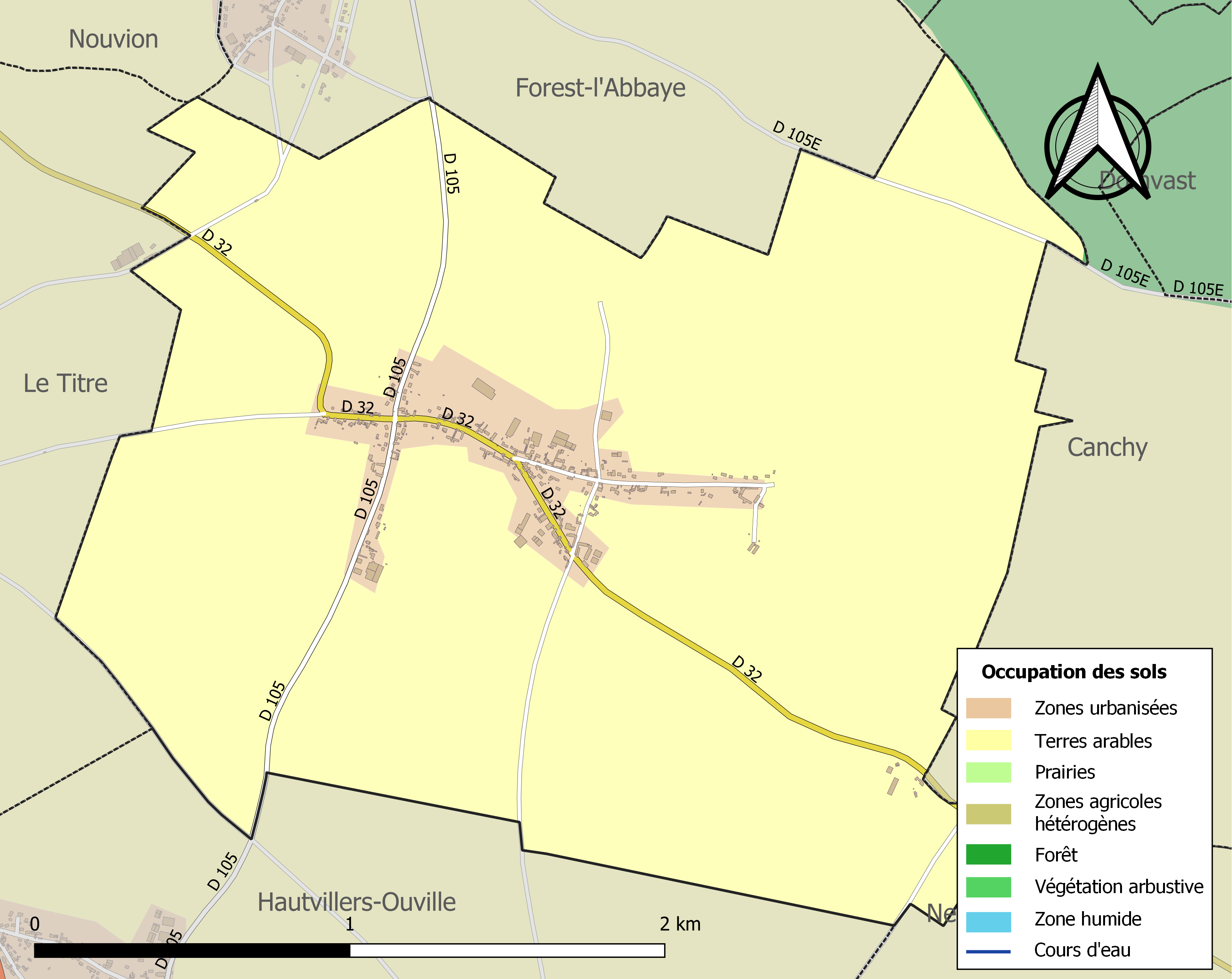
Carte des infrastructures et de l'occupation des sols de la commune en 2018 (CLC).

### Voies de communication et transports
Le village est traversé par deux voies de grande communication, les routes départementales 32 et 105 (RD 32 et RD 105).
La localité est desservie par la ligne de bus n°16 (Hesdin - Abbeville) du réseau Trans'80, Hauts-de-France. La société Voyages Dumont effectue le service chaque jour sauf pendant les vacances scolaires, le dimanche et les jours fériés.

## Toponymie
Le nom de la localité est attesté sous les formes Lamotte-de-Buleux en 1507 ; La Motte-de-Bulleus en 1507 ; La Motte en 1579 ; La Mote en 1646 ; La Motte Buleu en 1733 ; La Motte Buleux en 1757 ; Lamotte-Bulleux en 1801 ; Lamotte-Buleux en 1836.
Lamotte (ou La motte) : viendrait de « lieu élevé », relativement, par rapport aux villages voisins. Sur cette motte, une construction féodale a dû être élevée.
Buleux (Bulleux) : doit provenir du nom d'un ancien moulin.

## Histoire
Lamotte-Buleux est à l'origine une ferme dépendant de la commanderie de Forest-l'Abbaye, construite sur l'emplacement d'une ancienne motte féodale.
Venant du Titre, Édouard III a traversé le village en août 1346, se rendant à la bataille de Crécy.
De 1460 à 1485, Antoine d'Anvin de Hardenthun, écuyer, seigneur de Lamotte-Buleux, est lieutenant général des eaux et forêts en Ponthieu.
Le village de Lamotte-Buleux fut pillé et incendié par les bandes espagnoles sorties d'Hesdin au mois d'août 1635.
Du XVIIe siècle au XVIIIe siècle, le village souffre de la misère, comme beaucoup de villages dans les environs, conséquence d'une époque de conflits armés.
En 1680, François des Monts, seigneur de Thuisson, vend la châtellenie à René du Hamel de Villechien, commandeur de Beauvoir.
Jean-Claude Duchesne de Lamotte, écuyer, maïeur d'Abbeville, acquiert la seigneurie en 1738. Au XVIIIe siècle, la famille Duchesne de Courcelles possédait le domaine de Lamotte. Jean-Claude Duchesne de Lamotte, écuyer, seigneur de Courcelles, de Lamotte et autres lieux, anobli par la charge de conseiller secrétaire du roi, maison et couronne de France (1735-1755), était mayeur d'Abbeville de 1751 à 1752.
L'armée allemande occupe le village en 1870-1871.
En 1899, le village est traversé par la ligne de chemin de fer Dompierre-Abbeville.
Début avril 1916, le 80e régiment d'infanterie (de Narbonne), après avoir quitté l'Artois, vient au repos dans le village et, ainsi que le note le tonnelier Louis Barthas dans ses « carnets », le 15 avril, les troupes partent pour Verdun...

## Politique et administration
| Période   | Période                      | Identité                         | Étiquette | Qualité                             |
| --------- | ---------------------------- | -------------------------------- | --------- | ----------------------------------- |
| 1793      | 1799                         | Pierre Ridoux                    |           |                                     |
| 1799      | 1815                         | Jean-Baptiste Elluin             |           |                                     |
| 1815      | 1853                         | Charles Louis Ridoux (1777-1853) |           |                                     |
| 1866      | 1886                         | Théodore Cointe                  |           |                                     |
| 1886      | 1887                         | Blimont Savreux                  |           |                                     |
| 1888      | 1900                         | Paul Boizard                     |           |                                     |
| 1900      | 1906                         | Adrien Lenglet                   |           |                                     |
| 1907      | 1919                         | Léon Desgest                     |           |                                     |
| 1919      | 1927                         | David Réveillon                  |           |                                     |
| 1927      | 1935                         | Ernest Dutote                    |           |                                     |
| 1935      | 1982                         | Victor Delaire                   |           |                                     |
| 1983      | 1989                         | Bernard Dutote                   |           |                                     |
| 1989      | 1998                         | Serge Brebion                    |           | Inspecteur de l'Éducation nationale |
| 1999      | mars 2014                    | Jacqueline Clouet                |           |                                     |
| mars 2014 | mai 2020                     | Valéry Daullé                    |           |                                     |
| mai 2020, | En cours (au 8 octobre 2020) | Stéphane Deléens                 |           |                                     |

## Population et société

### Démographie
L'évolution du nombre d'habitants est connue à travers les recensements de la population effectués dans la commune depuis 1793. Pour les communes de moins de 10 000 habitants, une enquête de recensement portant sur toute la population est réalisée tous les cinq ans, les populations de référence des années intermédiaires étant quant à elles estimées par interpolation ou extrapolation. Pour la commune, le premier recensement exhaustif entrant dans le cadre du nouveau dispositif a été réalisé en 2006.

En 2022, la commune comptait 330 habitants, en évolution de −5,17 % par rapport à 2016 (Somme : −1,26 %, France hors Mayotte : +2,11 %).
| 1793 | 1800 | 1806 | 1821 | 1831 | 1836 | 1841 | 1846 | 1851 |
| ---- | ---- | ---- | ---- | ---- | ---- | ---- | ---- | ---- |
| 390  | 321  | 370  | 440  | 436  | 439  | 429  | 417  | 445  |

| 1856 | 1861 | 1866 | 1872 | 1876 | 1881 | 1886 | 1891 | 1896 |
| ---- | ---- | ---- | ---- | ---- | ---- | ---- | ---- | ---- |
| 416  | 476  | 408  | 378  | 338  | 368  | 392  | 370  | 364  |

| 1901 | 1906 | 1911 | 1921 | 1926 | 1931 | 1936 | 1946 | 1954 |
| ---- | ---- | ---- | ---- | ---- | ---- | ---- | ---- | ---- |
| 334  | 326  | 329  | 296  | 280  | 273  | 262  | 275  | 270  |

| 1962 | 1968 | 1975 | 1982 | 1990 | 1999 | 2006 | 2011 | 2016 |
| ---- | ---- | ---- | ---- | ---- | ---- | ---- | ---- | ---- |
| 300  | 302  | 273  | 304  | 279  | 288  | 325  | 349  | 348  |

| 2021 | 2022 | - | - | - | - | - | - | - |
| ---- | ---- | - | - | - | - | - | - | - |
| 339  | 330  | - | - | - | - | - | - | - |

### Enseignement
À la rentrée 2017, l'école du village est placée dans le cadre du regroupement pédagogique comprenant les écoles de Buigny-Saint-Maclou, Forest-l'Abbaye, Hautvillers-Ouville, Lamotte-Buleux et Le Titre. Elle est placée en zone B pour les vacances scolaires, dans l'académie d'Amiens et la circonscription Ponthieu-Marquenterre, en matière d'inspection départementale,.

## Culture locale et patrimoine

### Lieux et monuments

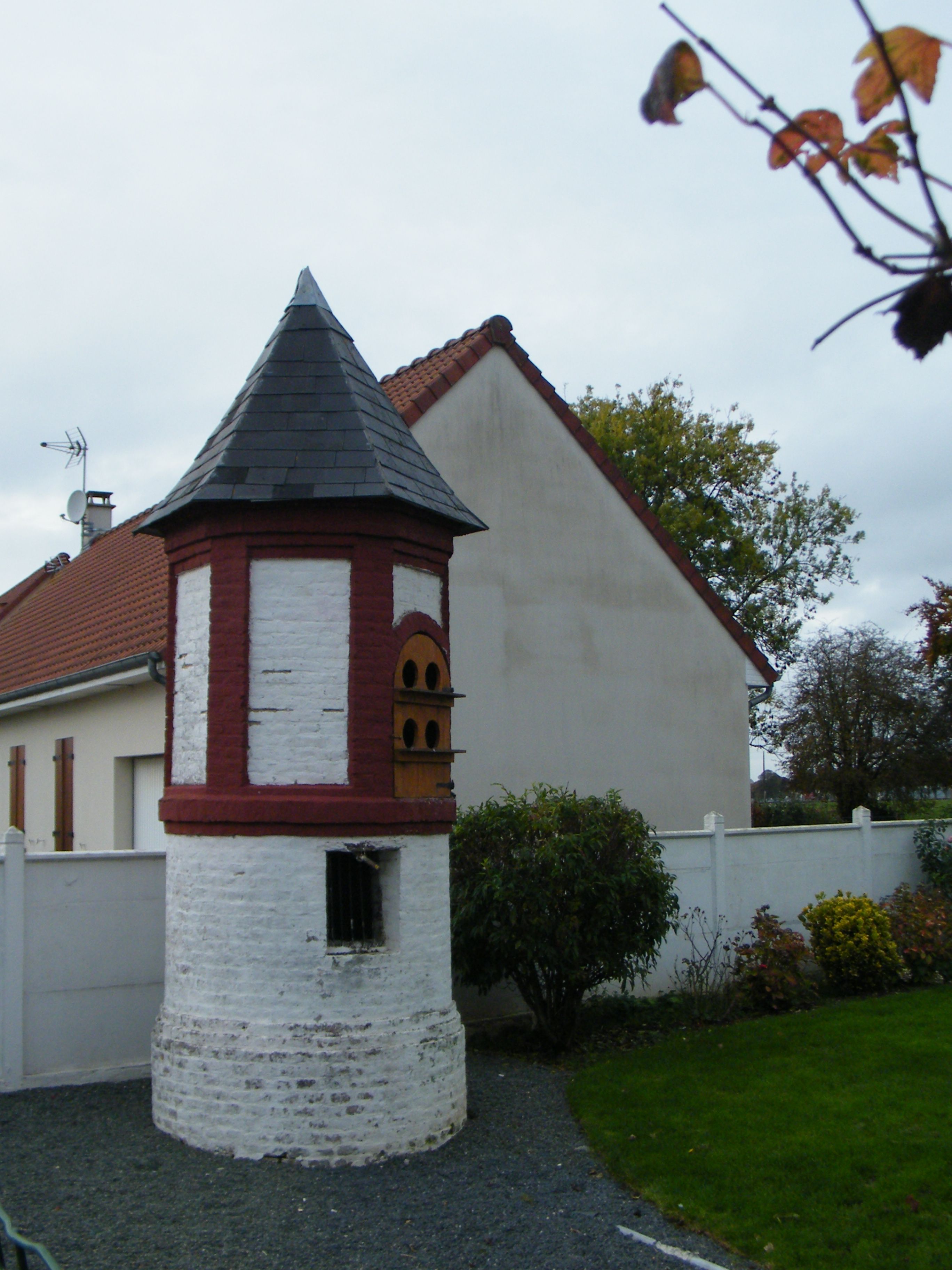
Pigeonnier sur puits.
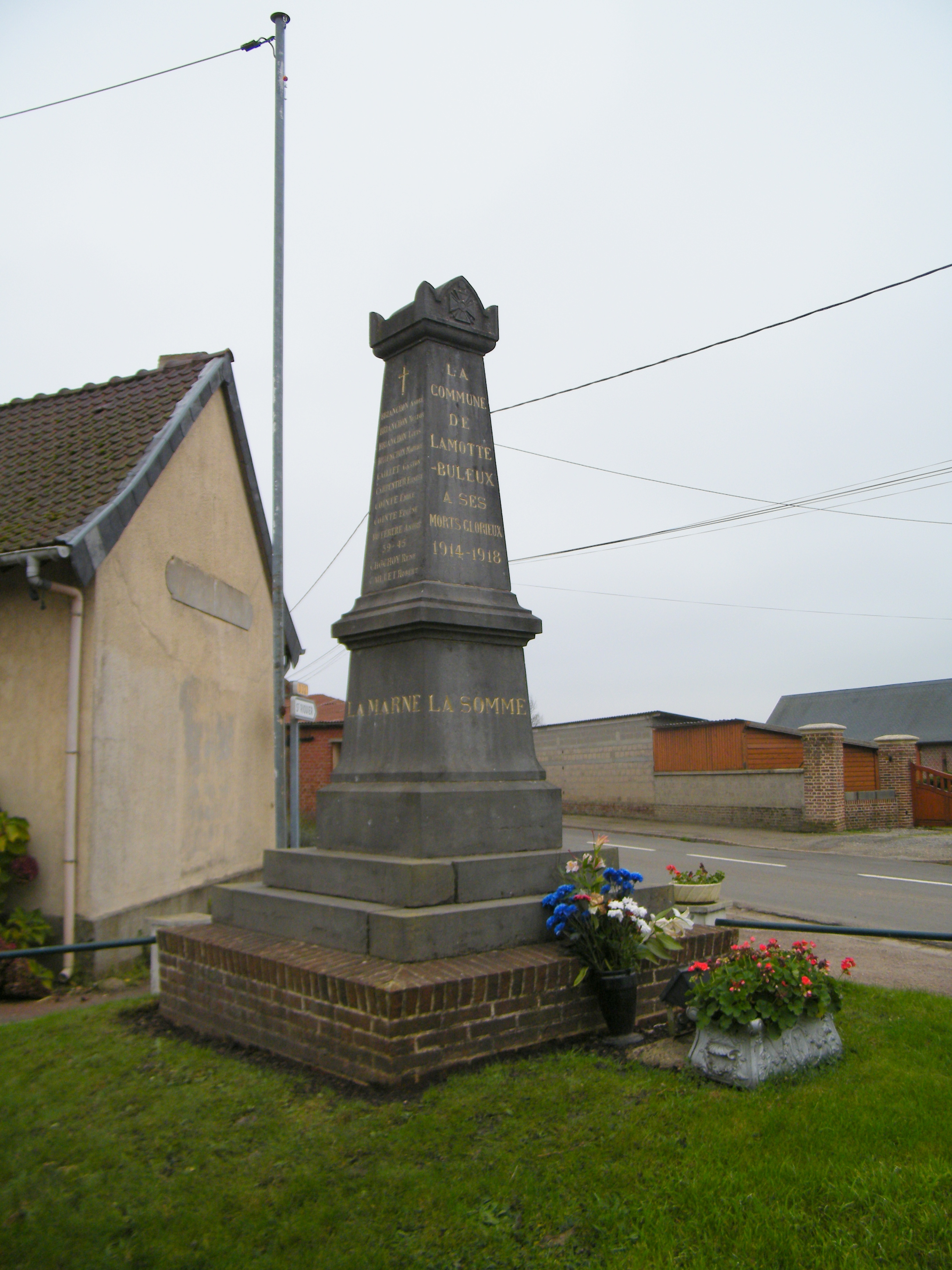
Monument aux morts, 1914-1918 et 1939-1945.
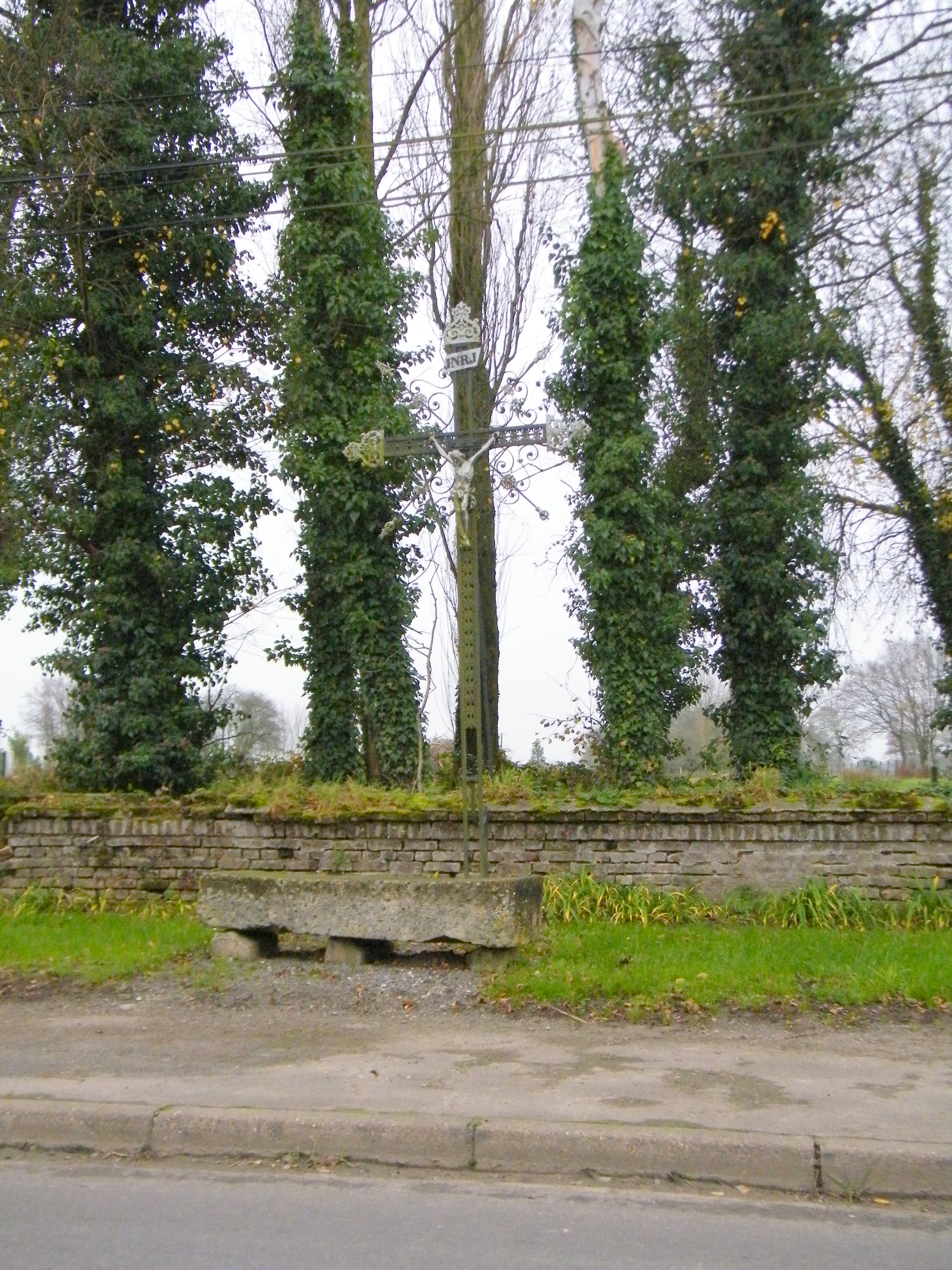
Calvaire en bordure de voie.
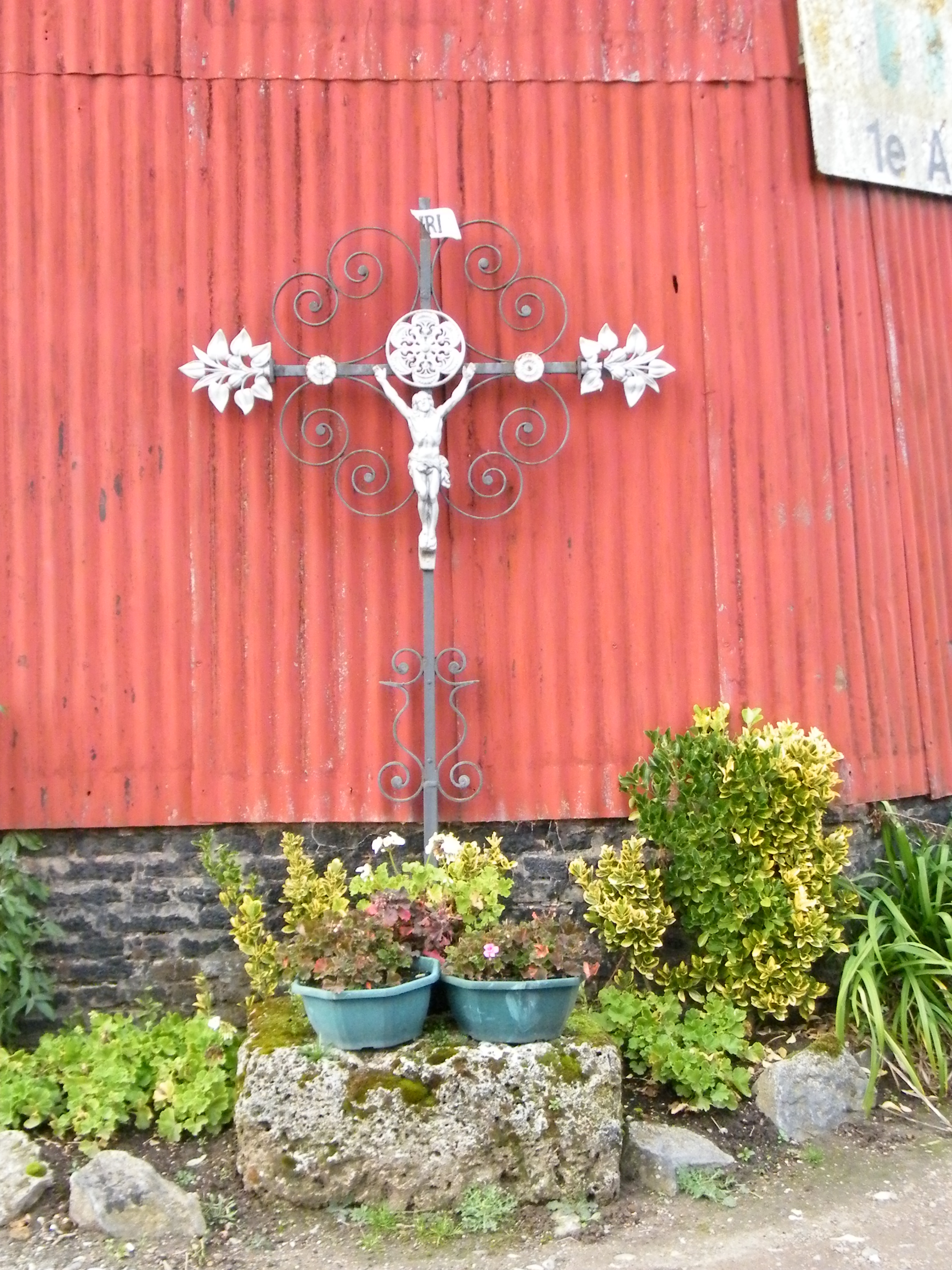
Crucifix à un coin de rue.

Particularité du village : il n'y a pas d'église. Bien que la localité soit placée, de toute antiquité, sous le patronage de la nativité de la Vierge, les habitants se rendent aux offices à Hautvillers que patronne l'Assomption.
Existence de souterrains de type muches.
Présence dans le village de deux pigeonniers sur puits.

### Personnalités liées à la commune
- Fernand Maquennehen (1844-1915), habitant de Lamotte-Buleux, propriétaire agricole, conseiller général du canton, sénateur, chevalier de la Légion d'honneur, affronta en duel, sur le champ de course d'Abbeville, Charles Bignon, député, à cause d'une histoire liée à l'affaire Dreyfus[32].

### Héraldique
| Blason de Lamotte-Buleux | Blason  | Divisé en chevron d'azur et de gueules, au chevron d'or brochant sur la partition accompagné de trois glands feuillés de deux pièces du même.        |
| Blason de Lamotte-Buleux | Détails | Blason dessiné d'après celui des derniers seigneurs du village : les Duchesne de Lamotte. Les armes sont parlantes. La commune blasonne depuis 1985. |